# Formula One Teams Association
Die Formula One Teams Association (FOTA) war eine 2008 gegründete Vereinigung von in der Formel 1 aktiven Rennställen. Am 29. Juli 2008 einigten sich die Teamchefs aller zu dem Zeitpunkt aktiven Formel-1-Teams auf die Gründung der Vereinigung. Erklärtes Ziel der FOTA war es, gemeinsam mit dem Sportverband Fédération Internationale de l’Automobile (FIA) und der Vermarktungsgesellschaft Formula One Management (FOM) zu Fragen des Reglements und der wirtschaftlichen Rahmenbedingungen zusammenzuarbeiten. Die FOTA sollte somit die gemeinsame Interessensvereinigung der Formel-1-Teams bei Ausarbeitung des Reglements und eines neuen Concorde Agreements bilden. Die formale Gründung der Vereinigung erfolgte am 11. September 2008, Luca Cordero di Montezemolo (Ferrari) wurde dabei zum Vorsitzenden der FOTA gewählt. Der Vorsitz wechselt dabei jedes Jahr zwischen den Teams, für 2010 wurde McLaren-Teamchef Martin Whitmarsh in das Amt gewählt und 2011 in dieser Funktion bestätigt.
Am 28. Februar 2014 gab der FOTA-Direktor Oliver Weingarten bekannt, dass die Organisation aufgelöst werde.

## Mitglieder
In der FOTA waren zum Zeitpunkt der Auflösung folgende Teams als Mitglieder vertreten:
- Caterham
- Force India
- Lotus
- Marussia
- McLaren
- Mercedes
- Williams

Die Mitgliedschaft von Williams und Force India wurde im Juni 2009 vorübergehend ausgesetzt, nachdem beide Teams eigenständig den neuen Bedingungen der FIA für die Formel-1-Saison 2010 zustimmten, die verbleibenden acht Teams lehnten das geplante Reglement ab. Im September 2009 wurden die beiden suspendierten Teams nach Beilegung des FIA-FOTA-Konflikts wieder in die Vereinigung aufgenommen. Seit Dezember 2010 war HRT kein FOTA-Mitglied mehr. Ferrari, Red Bull und Sauber gaben im Dezember 2011 den Ausstieg aus der FOTA bekannt, wie in Folge auch dann Toro Rosso.

## FOTA/FIA-Konflikt 2009
2009 führten FOTA und FIA einen monatelangen Streit um das Reglement und die Teilnahmebedingungen für die Formel 1 ab 2010. Dieser erreichte am 19. Juni 2009 seinen Höhepunkt, als die FOTA-Teams (ohne die zu der Zeit suspendierten Teams Williams und Force India) bekannt gaben, für die Saison 2010 eine eigene Rennserie unabhängig von der FIA vorzubereiten. Dies hätte eine Spaltung der Rennserie bedeutet. In der Formel-1-Saison 2010 wären dann, mit Ausnahme von Williams und Force India, nur neue, bisher unbekannte, Teams vertreten gewesen. Gegenstand des Streits war vor allem eine von der FIA vorgesehene freiwillige Budgetobergrenze für die teilnehmenden Teams. Rennställen, welche eine Formel-1-Saison mit einem Budget (jedoch ohne Personalkosten) von maximal 40 Millionen Britischen Pfund (etwa 45 Millionen Euro) bestreiten, würden größere Freiräume in den technischen Vorgaben für die Fahrzeuge eingeräumt. Teams mit höheren Jahresbudget müssten dagegen ein restriktiveres technisches Reglement befolgen.
Da die drei Teams Ferrari, Red Bull und Toro Rosso eine Teilnahme an der Saison 2010 zuvor vertraglich zugesichert hatten, kündigte FIA-Präsident Max Mosley am 19. Juni 2009 an, rechtliche Schritte gegen die Teams wegen Vertragsbruchs einzuleiten. Von diesem Vorhaben wurde nach zwei Tagen jedoch wieder abgesehen, um Verhandlungen mit der FOTA über eine Teilnahme an der Formel-1-Saison 2010 wiederaufzunehmen.
Eine Einigung zwischen den Konfliktparteien konnte am 24. Juni 2009 erzielt werden. Demnach wurde vereinbart, dass sich FIA-Präsident Mosley im Oktober nicht zur Wiederwahl stellt und das Reglement für die Saison 2010 dem des Vorjahres entspricht, wodurch eine Budgetobergrenze entfiel. Im Gegenzug schrieben sich die FOTA-Teams bis 2012 zur Teilnahme an der Formel-1-Weltmeisterschaft ein und unterzeichneten ein neues Concorde Agreement.